# Kleinbahnhof Senuc
Der Kleinbahnhof Senuc (Deckname: Klein-Zwickau) war ein während des Ersten Weltkriegs von deutschen Streitkräften betriebener Endbahnhof der Argonnenbahn neben dem Bahnhof Senuc-Termes am Ende der Normalspurbahn zwischen Senuc und Termes in Frankreich.

## Geschichte

### Kleinbahnhof Senucan der Argonnenbahn
Der Kleinbahnhof war der Endbahnhof der Argonnenbahn mit einer Spurweite von 600 mm. Sie wurde am 1. Mai 1915 eingeweiht und mit modernsten Brigadelokomotiven und Benzollokomotiven betrieben. Sie war ein auf vielen Postkarten abgebildetes Vorzeigeprojekt des deutschen Heeres. Das vorübergehend als Kleinbahnhof genutzte Bahnwärterhäuschen ist noch erhalten.
Der Deckname Klein-Zwickau ist zwar durch historische Fotos belegt, wurde aber laut anderen Quellen für die Abzweigung zur Mudrabahn an der Strecke Apremont–Chatel-Chéhéry der Argonnenbahn verwendet.

### BahnhofSenuc-Termesan der Normalspurbahn
Der Bahnhof Senuc-Termes lag an der Bahnstrecke Amagne-Lucquy – Vouziers – Challerange – Senuc – Chevières – Apremont, die auch vor und nach dem Ersten Weltkrieg für Personen- und Güterverkehr genutzt wurde. Das Bahnhofsgebäude ist noch erhalten.
Die Bahn wurde nach dem Zweiten Weltkrieg stillgelegt, aber die Schienen liegen großenteils noch vor Ort. Die Bahnübergänge sind allerdings überteert.

## Aire-Brücke der Argonnenbahn
Der Bahnhof lag 135 m südöstlich der eisernen Aire-Brücke, die im Ersten Weltkrieg durch zwei hölzerne Behelfsbrücken dem Verkehrsaufkommen angepasst wurde und schließlich durch eine Stahlbrücke ersetzt wurde.

## Aisne-Brücke und Aire-Brücke der Normalspurbahn
Der Bahnhof lag außerdem 1650 m nordöstlich einer Stahlbrücke der Normalspurbahn über die Aisne und 300 m östlich einer Stahlbrücke der Normalspurbahn über die Aire, die beide im Ersten Weltkrieg gesprengt wurden und anschließend durch hölzerne Behelfsbrücken ersetzt wurden.